# Llano de la Yacua
Llano de la Yacua är en ort i Mexiko.   Den ligger i kommunen Cochoapa el Grande och delstaten Guerrero, i den sydöstra delen av landet, 270 km söder om huvudstaden Mexico City. Llano de la Yacua ligger 1 679 meter över havet och antalet invånare är 159.
Terrängen runt Llano de la Yacua är bergig åt nordväst, men åt sydost är den kuperad. Runt Llano de la Yacua är det ganska glesbefolkat, med 27 invånare per kvadratkilometer. Närmaste större samhälle är El Limón Guadalupe, 9,7 km öster om Llano de la Yacua. I omgivningarna runt Llano de la Yacua växer huvudsakligen savannskog.